# لو يوان (عسكري)
لو يوان (بالصينية: 罗援) هو عسكري صيني، ولد في 20 أكتوبر 1950 في Cangxi County ‏ في الصين.